# 劉福連
劉福連（りゅう ふくれん、1953年 - ）は、中国人民解放軍の軍人。2013年8月現在、北京軍区政治委員を務める。階級は上将である。中国共産党の党員であり、党全国大会第18期中央委員に選出されている。

## 概要
1953年生まれ。籍貫は、安徽省来安県。1981年から1983年まで石家庄陸軍指揮学院に在学。1970年12月に人民解放軍に入軍。中隊の文書係、連隊政治処幹事、中隊政治指導員、師団政治部組織科科長、師団政治部副主任などを歴任。その後第65集団軍193師団政治委員、第27集団軍政治部主任を務める。2003年7月に少将に昇格。2003年12月に同集団軍政治委員を務める。2006年12月、北京衛戍区政治委員となる。2008年7月に中将に昇格。2009年12月、北京軍区政治委員、同軍区党委員会書記となる。2013年7月に上将に昇格。

## 参照
- 刘福连简历_紅故事
- 北京军区政委刘福连简历_捜狐军事